# Tina Aumont
	Maria Christina „Tina” Aumont, első férjezett nevén Tina Marquand (Hollywood, Kalifornia, USA, 1946. február 14. – Pyrénées-Orientales, 2006. október 28.) francia–amerikai színésznő.

## Életpályája
Az 1960-as évek közepén kezdett filmezni. 1966-ban debütált a Modesty Blaise című filmben, Tina Marquand név alatt, Nicole szerepében. Az 1980-as, 1990-es években kisebb filmekben és televíziós sorozatokban volt látható Franciaországban.
Kalandos történetek, drámai szituációk vonzó külsejű, tehetséges fiatal jellemábrázolója volt.
Tüdőembóliában hunyt el 60 éves korában.

## Családja
Szülei: Jean-Pierre Aumont (1911–2001) francia színész és Maria Montez (1912–1951) amerikai színésznő volt. Julia Andre és Françoise Villiers (1920–2009) francia filmrendező unokahúga volt. Marie Trintignant (1962–2003) francia színésznő és Vincent Trintignant (1973-) francia színész nagynénje volt. Unokatestvére Aruna Villiers volt. Sógornője Nadine Trintignant (1934-) francia filmrendező és Serge Marquand (1930–2004) francia színész és filmproducer voltak. Mostohalánya Marisa Pavan (1932-) színésznő volt. 1963–1967 között Christian Marquand (1927–2000) francia színész-rendező volt a párja.

## Filmjei
- 1966: Modesty Blaise
- 1966: A zsákmány (La curée)
- 1966: A folyón át Texasba (Texas Across the River)
- 1967: Az élethez túl sok (Troppo per vivere… poco per morire)
- 1967: Kármin és arany (L’uomo, l’orgoglio, la vendetta)
- 1969: Casanova ifjúkora (Infanzia, vocazione e prime esperienze di Giacomo Casanova, veneziano)
- 1973: Torzó (I corpi presentano tracce di violenza carnale)
- 1975: Isteni teremtmény (Divina creatura)
- 1976: Kiváló holttestek (Cadaveri eccellenti)
- 1976: Kitty szalon (Salon Kitty)
- 1976: Klein úr (Mr. Klein)
- 1976: Fellini-Casanova (Casanova)
- 1977: Egy jámbor lélek[forrás?] (Un cuore semplice)
- 1982: Maigret felügyelő nyomoz (Les enquêtes du commissaire Maigret); tévésorozat; Le voleur de Maigret epizód
- 1991: Romlott, mint egy angyal (Sale comme un ange)
- 1995: Nico icon (önmaga)